# Theodore F1
 Theodore Racing  va ser un equip de cotxes de competició que va arribar a disputar curses a la Fórmula 1.
L'equip va ser fundat pel mil·lionari Teddy Yip i tenia la seu a Hong Kong.
Va debutar a la primera cursa de la temporada 1978, al GP de l'Argentina.
L'equip va prendre part en 4 temporades no consecutives (1978 i 1981 - 1983) disputant un total de 51 Grans Premis (amb 64 monoplaces) aconseguint finalitzar en sisena posició com millor classificació en una cursa i assolint un total de dos punts pel campionat del món de constructors.

## Resum
| Curses: | Victòries: | Pòdiums: | Poles: | Voltes ràpides: | Punts: |
| ------- | ---------- | -------- | ------ | --------------- | ------ |
| 54      | 0          | 0        | 0      | 0               | 2      |